# María Angélica Bosco
María Angélica Bosco (Buenos Aires, 23 de agosto de 1909-Buenos Aires, 3 de octubre de 2006) fue una escritora, traductora y periodista argentina. De su obra, se destacan sus novelas policiales, de las cuales fue la primera autora argentina de ese género. Su primera novela, La muerte baja en el ascensor, ganó el Premio Emecé y fue publicada en la colección El Séptimo Círculo (dirigida por Jorge Luis Borges y Adolfo Bioy Casares) y en la Serie del Recienvenido del Fondo de Cultura Económica (dirigida por Ricardo Piglia).

## Carrera
En 1925 se recibió de maestra en la Escuela Normal de Lenguas Vivas.
En 1954 es galardonada con el premio Emecé, por su novela policial "La muerte baja en el ascensor". De su incursión en el género policial, relata:

Las mujeres aburren a los lectores contándoles qué malos son los hombres y qué desgraciadas son ellas. La literatura femenina era un gran pañuelo. Yo no quería hacer eso, entonces por compasión al lector, para que se distrajera, para que se divirtiera y no me secara las lágrimas, me pareció que el policial era una oportunidad.

Trabajó en prensa, como secretaria del suplemento literario del diario Clarín entre 1959 y 1965), y colaboró con otros diarios como La Nación y La Prensa. También tuvo una columna en la revista Leoplán.
Condujo el ciclo radial "Radiografía de un bestseller" por Radio Nacional, entre 1961 y 1969. También se desempeñó como Secretaria de la SADE (Sociedad Argentina de Escritores) entre 1965 y 1969. En televisión, comentó libros para el programa "Buenas tardes, mucho gusto" y realizó libretos para División Homicidios (Canal 9).
En 1974 se filma El amor infiel, basada en su novela La trampa (1960). En 1979 se estrena Contragolpe, película dirigida por Alejandro Doria, que tiene guion de María Angélica Bosco y Marco Denevi.
En 1994 fue directora del Fondo Nacional de las Artes.
Fue además, asesora de la editorial "Compañía Fabril Editora" y tradujo autores como Gustave Flaubert, Italo Calvino, Emile Zola y Arthur Rimbaud, entre otros.
Actuó como jurado en gran cantidad de concursos literarios.
Según Claudia Piñeiro, «Casada en un medio social muy pacato y conservador, se enamoró de otro hombre. Su marido encontró una carta de su amante, la echó de la casa y se quedó con la tenencia de sus hijos, excepto el menor que María Angélica logró que la justicia dejara con ella. “Cuando pienso en la situación de la mujer en esos años me asombra mi inconsciencia –dijo en un reportaje–. ¿Cómo pude pensar que la situación sería entendida por nadie, ni siquiera por mi familia?”. Recién pudo recuperar a sus otros dos hijos después de la muerte de su marido, años más tarde. El ajustarse al modelo social esperado para una mujer como ella la había llevado a casarse y dejar de escribir. Patear el tablero y la necesidad de supervivencia la devolvieron a la escritura. Y gracias a eso aparecieron sus trabajos posteriores entre los que se destacan la obra reeditada, La muerte baja en el ascensor, La trampa, llevada al cine con el título El amor infiel  o el ensayo Borges y los otros.»

## Obra

### Novelas
- 1954: La muerte baja en el ascensor
- 1956: La muerte soborna a Pandora
- 1960: La trampa
- 1963: El comedor de diario
- 1963: ¿Dónde está el cordero?
- 1968: La negra Vélez y su ángel
- 1971: Carta abierta a Judas
- 1976: Retorno a la ilusión
- 1977: En la estela de un secuestro
- 1979: Muerte en la costa del río
- 1981: En la piel del otro
- 1986: El sótano
- 1993: Burlas del porvenir
- 1996: La muerte vino de afuera

### Cuentos
- 1934: El corazón de la princesa
- 1975: Cartas de mujeres
- 1996: Tres historias de mujeres
- 2003: La noche anticipada

### Otros
- 1967: Borges y los otros (ensayo)
- 1998: Memoria de las casas (autobiografía)

## Premios
- 1954: Segundo Premio Emecé de Novela por La muerte baja en el ascensor
- 1960: Tercer Premio de Novela de Municipalidad de la Ciudad de Buenos Aires por La trampa
- 1960: Faja de Honor de la Sociedad Argentina de Escritores por La trampa
- 1974: Segundo Premio de Novela de la Municipalidad de la Ciudad de Buenos Aires
- 1974: Segundo Premio Nacional Regional
- 1984: Primer Premio de Novela de la Municipalidad de la Ciudad de Buenos Aires
- 1987: Personalidad Literaria del Año, por el Rotary Club de Buenos Aires
- 1990: Condecoración del Gobierno Italiano
- 1994: Premio Konex - Diploma al Mérito en la categoría "Novela: 1984-1988"[8]